# Tofaş Spor Kulübü
El Tofaş Spor Kulübü (Inglés: Tofaş Sports Club), más conocido como Tofaş Bursa, es un equipo de baloncesto turco con sede en la ciudad de Bursa, que compite en la BSL, la máxima división de su país. Disputa sus partidos en el Bursa Atatürk Spor Salonu, con capacidad para 3,500 espectadores. El equipo está patrocinado por TOFAŞ, que es un fabricante turco de automóviles.

## Historia
El club se fundó en 1974. En 1990 y 1991 se proclama subcampeón de la liga turca, competición que ganaría en dos años consecutivos, en 1999 y 2000. Pero al año siguiente el equipo se ve forzado a abandonar la liga por problemas económicos.
Previamente, en 1997 lograría su mayor éxito a nivel continental, disputando la final de la Copa Korać ante el Aris de Salónica griego, perdiendo en una eliminatoria a doble partido. Regresó a la competición en 2003 en la segunda división del baloncesto turco, ascendiendo ese mismo año a la primera división, pero descendiendo al año siguiente. Desde entonces ha alternado ambas competiciones, acabando en 2013 en la octava posición de la Türkiye 1.

## Palmarés
- Liga Turca:
  - Campeón (2): 1999, 2000
  - Subcampeón (3): 1980, 1991, 2018

- Copa Turca:
  - Campeón (3): 1993, 1999, 2000

- Copa Korać:
  - Subcampeón (1): 1997

- Copa del Presidente:
  - Campeón (1): 1999
  - Subcampeón (2): 1991, 1993

- TB2L:
  - Campeón (5): 1990, 2003, 2006, 2009, 2016

## Temporada a temporada
| Temporada | Nivel                 | División              | Pos.                  | Postemporada          | Competición de Copa   | Competiciones europeas |
| --------- | --------------------- | --------------------- | --------------------- | --------------------- | --------------------- | ---------------------- |
| 1974–76   | Divisiones inferiores | Divisiones inferiores | Divisiones inferiores | Divisiones inferiores | Divisiones inferiores | Divisiones inferiores  |
| 1976–77   | 1                     | TBL                   | 7                     | –                     | –                     | –                      |
| 1977–78   | 1                     | TBL                   | 2                     | –                     | –                     | –                      |
| 1978–79   | 1                     | TBL                   | 4                     | Grupo Final           | –                     | –                      |
| 1979–80   | 1                     | TBL                   | 6                     | –                     | –                     | –                      |
| 1980–81   | 1                     | TBL                   | 5                     | Grupo Final           | –                     | –                      |
| 1981–82   | 1                     | TBL                   | 4                     | Grupo Final           | –                     | –                      |
| 1982–83   | 1                     | TBL                   | 8                     | –                     | –                     | –                      |
| 1983–84   | 1                     | TBL                   | 9                     | –                     | –                     | –                      |
| 1984–85   | 1                     | TBL                   | 7                     | Cuartos de final      | –                     | –                      |
| 1985–86   | 1                     | TBL                   | 8                     | Cuartos de final      | –                     | –                      |
| 1986–87   | 1                     | TBL                   | 6                     | Cuartos de final      | –                     | Jugó Korać Cup         |
| 1987–88   | 1                     | TBL                   | 6                     | Cuartos de final      | –                     | Jugó Saporta Cup       |
| 1988–89   | 1                     | TBL                   | 11                    | Desciende             | –                     | –                      |
| 1989–90   | 2                     | TB2L                  | 1                     | Asciende              | –                     | –                      |
| 1990–91   | 1                     | TBL                   | 2                     | Finalista             | –                     | Jugó Korać Cup         |
| 1991–92   | 1                     | TBL                   | 6                     | Cuartos de final      | –                     | Jugó Saporta Cup       |
| 1992–93   | 1                     | TBL                   | 5                     | Cuartos de final      | Campeón               | Jugó Korać Cup         |
| 1993–94   | 1                     | TBL                   | 6                     | Cuartos de final      | –                     | Jugó Recopa de Europa  |
| 1994–95   | 1                     | TBL                   | 4                     | Semifinalista         | –                     | Jugó Korać Cup         |
| 1995–96   | 1                     | TBL                   | 4                     | Semifinalista         | –                     | Jugó Korać Cup         |
| 1996–97   | 1                     | TBL                   | 4                     | Semifinalista         | –                     | Finalista Korać Cup    |
| 1997–98   | 1                     | TBL                   | 4                     | Semifinalista         | –                     | –                      |
| 1998–99   | 1                     | TBL                   | 1                     | Campeón               | Campeón               | –                      |
| 1999–00   | 1                     | TBL                   | 1                     | Campeón               | Campeón               | Jugó Euroleague        |
| 2000–03   | Divisiones inferiores | Divisiones inferiores | Divisiones inferiores | Divisiones inferiores | Divisiones inferiores | Divisiones inferiores  |
| 2003–04   | 1                     | TBL                   | 14                    | Relegated             | Group Stage           | –                      |
| 2004–05   | 2                     | TB2L                  | 1                     | Final Stage4º         | –                     | –                      |
| 2005–06   | 2                     | TB2L                  | 1                     | Asciende              | –                     | –                      |
| 2006–07   | 1                     | TBL                   | 15                    | Desciende             | Group Stage           | –                      |
| 2007–08   | 2                     | TB2L                  | 1                     | Fase final            | Quarterfinalist       | –                      |
| 2008–09   | 2                     | TB2L                  | 1                     | AsciendeCampeón       | –                     | –                      |
| 2009–10   | 1                     | TBL                   | 10                    | –                     | Group Stage           | –                      |
| 2010–11   | 1                     | TBL                   | 9                     | –                     | Group Stage           | –                      |
| 2011–12   | 1                     | TBL                   | 8                     | Cuartos de final      | Cuartos de final      | –                      |
| 2012–13   | 1                     | TBL                   | 8                     | Cuartos de final      | Group Stage           | EuroChallenge Top 16   |
| 2013–14   | 1                     | TBL                   | 8                     | Cuartos de final      | Cuartos de final      | Jugó EuroChallenge     |
| 2014–15   | 1                     | TBL                   | 16                    | Desciende             | Group stage           | Jugó EuroChallenge     |
| 2015–16   | 2                     | TB2L                  | 1                     | Asciende              | –                     | –                      |
| 2016–17   | 1                     | BSL                   | 8                     | -                     | –                     | –                      |
| 2017–18   | 1                     | BSL                   | 2                     | Finalista             | Finalista             | Jugó Eurocup           |
| 2018–19   | 1                     | BSL                   | 3                     | Semifinalista         | Cuartos de final      | 2 EuroCup RS           |
| 2019–20   | 1                     | BSL                   | 5                     |                       |                       | 2 EuroCup QF           |

## Jugadores destacados
- Mehmet Okur
- Serkan Erdoğan
- David Rivers
- Rashard Griffith
- Marc Jackson
- Steven Rogers
- Buck Johnson
- Vladan Alanović